# Volta a Espanha de 1936
A 2ª edição da Vuelta decorreu entre 5 a 31 de Maio de 1936, con un recorrido de 21 etapas e 4364 km, com uma média de 29,068 km/h. A corrida começou e terminou em Madrid.

## Etapas
| Etapa | Etapa                  | km  | Vencedor da etapa         | Líder da classificação geral |
| 1ª    | Madrid-Salamanca       | 210 | Joseph Huts Bélgica       | Joseph Huts Bélgica          |
| 2ª    | Salamanca-Cáceres      | 214 | Gustaaf Deloor Bélgica    | Gustaaf Deloor Bélgica       |
| 3ª    | Cáceres-Sevilla        | 270 | Vicente Carretero Espanha | Gustaaf Deloor Bélgica       |
| 4ª    | Sevilla-Málaga         | 212 | Gustaaf Deloor Bélgica    | Gustaaf Deloor Bélgica       |
| 5ª    | Málaga-Granada         | 132 | Vicente Carretero Espanha | Gustaaf Deloor Bélgica       |
| 6ª    | Granada-Almería        | 185 | Gustaaf Deloor Bélgica    | Gustaaf Deloor Bélgica       |
| 7ª    | Almería-Alicante       | 306 | Mariano Cañardo Espanha   | Gustaaf Deloor Bélgica       |
| 8ª    | Alicante-Valencia      | 184 | Antonio Bertola Itália    | Gustaaf Deloor Bélgica       |
| 9ª    | Valencia-Tarragona     | 279 | Salvador Cardona Espanha  | Gustaaf Deloor Bélgica       |
| 10ª   | Tarragona-Barcelona    | 139 | Vicente Carretero Espanha | Gustaaf Deloor Bélgica       |
| 11ª   | Barcelona-Zaragoza     | 293 | Alphonse Schepers Bélgica | Gustaaf Deloor Bélgica       |
| 12ª   | Zaragoza-San Sebastián | 265 | Alphonse Schepers Bélgica | Gustaaf Deloor Bélgica       |
| 13ª   | San Sebastián-Bilbau   | 160 | Vicente Carretero Espanha | Gustaaf Deloor Bélgica       |
| 14ª   | Bilbau-Santander       | 199 | Alfons Deloor Bélgica     | Gustaaf Deloor Bélgica       |
| 15ª   | Santander-Gijón        | 194 | Mariano Cañardo Espanha   | Gustaaf Deloor Bélgica       |
| 16ª   | Gijón-Ribadeo          | 155 | Rafael Ramos Espanha      | Gustaaf Deloor Bélgica       |
| 17ª   | Ribadeo-Corunha        | 157 | Alphonse Schepers Bélgica | Gustaaf Deloor Bélgica       |
| 18ª   | Corunha-Vigo           | 175 | Vicente Carretero Espanha | Gustaaf Deloor Bélgica       |
| 19ª   | Vigo-Verín             | 178 | Fermín Trueba Espanha     | Gustaaf Deloor Bélgica       |
| 20ª   | Verín-Zamora           | 207 | Antonio Bertola Itália    | Gustaaf Deloor Bélgica       |
| 21ª   | Zamora-Madrid          | 250 | Emiliano Álvarez Espanha  | Gustaaf Deloor Bélgica       |

## Classificações
| \| 1. \| Gustaaf Deloor \| Bélgica \| 150h 07' 54s \| \| \| 2. \| Alfons Deloor \| Bélgica \| a 11' 39s \| \| \| 3. \| Antonio Bertola \| Itália \| a 17' 54s \| \| \| 4. \| Julián Berrendero \| Espanha \| a 23' 14s \| \| \| 5. \| Antonio Escuriet \| Espanha \| a 28' 54s \| \| \| 6. \| Rafael Ramos \| Espanha \| a 49' 29s \| \| \| 7. \| Alphonse Schepers \| Bélgica \| a 58' 18s \| \| \| 8. \| Emiliano Álvarez \| Espanha \| a 1h 05' 47s \| \| \| 9. \| Fermín Trueba \| Espanha \| a 1h 07' 22s \| \| \| 10. \| Mariano Cañardo \| Espanha \| a 1h 18' 05s \| \| |                   |         |              |  |
| 1. | Gustaaf Deloor    | Bélgica | 150h 07' 54s |  |
| 2. | Alfons Deloor     | Bélgica | a 11' 39s    |  |
| 3. | Antonio Bertola   | Itália  | a 17' 54s    |  |
| 4. | Julián Berrendero | Espanha | a 23' 14s    |  |
| 5. | Antonio Escuriet  | Espanha | a 28' 54s    |  |
| 6. | Rafael Ramos      | Espanha | a 49' 29s    |  |
| 7. | Alphonse Schepers | Bélgica | a 58' 18s    |  |
| 8. | Emiliano Álvarez  | Espanha | a 1h 05' 47s |  |
| 9. | Fermín Trueba     | Espanha | a 1h 07' 22s |  |
| 10. | Mariano Cañardo   | Espanha | a 1h 18' 05s |  |

| \| 1. \| Salvador Molina \| Espanha \| 78 pontos \| \| 2. \| Julián Berrendero \| Espanha \| 72 pontos \| \| 3. \| Fermín Trueba \| Espanha \| 63 pontos \| |                   |         |           |
| 1. | Salvador Molina   | Espanha | 78 pontos |
| 2. | Julián Berrendero | Espanha | 72 pontos |
| 3. | Fermín Trueba     | Espanha | 63 pontos |